# 阿克章阿
阿克章阿，改名为嵩龄，字与九，八旗人，清朝宮廷畫家。
乾隆初入内廷学画，工画，临摹董其昌，神情逼肖，著有《萱龄八百图》。

## 作品

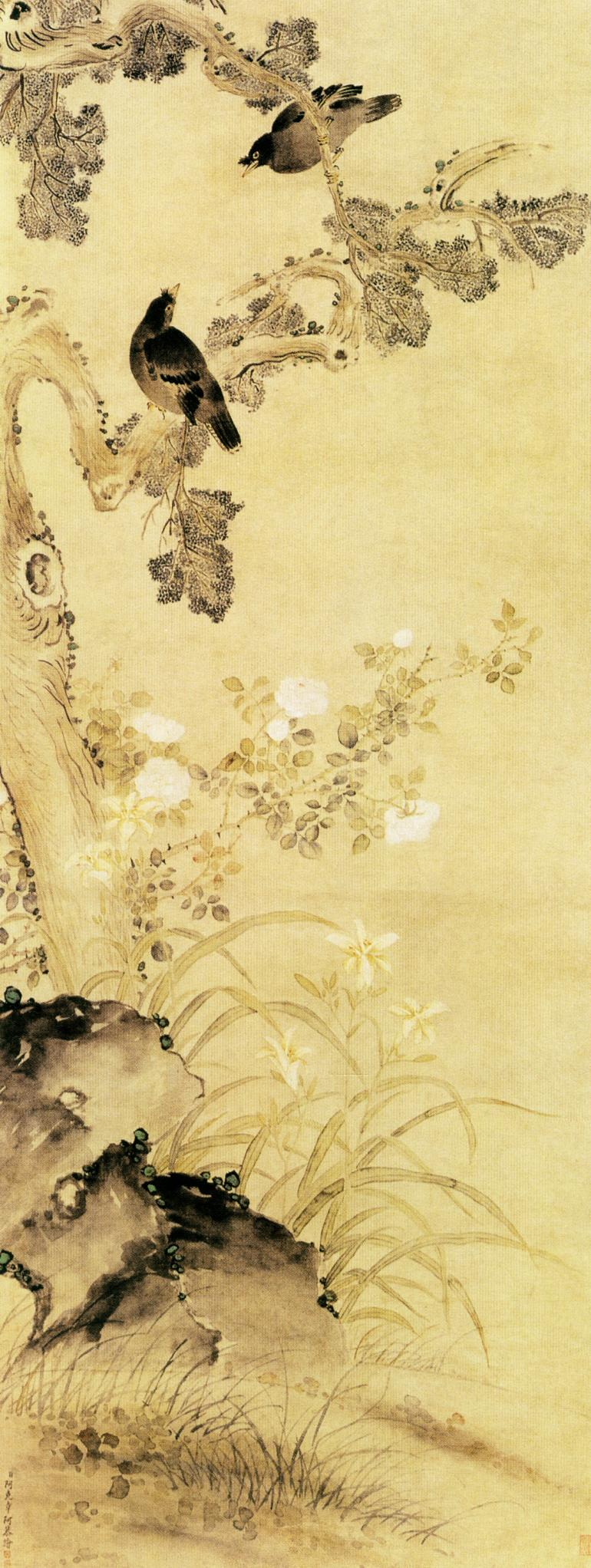
《萱龄八百图》，现藏于北京故宫博物院